# Rocca Sinibalda
Rocca Sinibalda è un comune italiano di 795 abitanti della provincia di Rieti nel Lazio.

## Geografia fisica

### Territorio
Rocca Sinibalda è posta nella Sabina orientale, a quote collinari, nella valle del Turano, il corridoio naturale che dai margini sud-orientali della Piana di Rieti va verso Carsoli attraverso il lago del Turano, ad altitudini collinari, ma circondata da folti boschi parzialmente interrotti da aree prative. Alle spalle a sud-est si erge il gruppo montuoso del Monte Navegna e Monte Cervia che lo separano dalla zona del lago del Salto.

### Clima
- Classificazione climatica: zona E, 2289 GR/G

## Storia

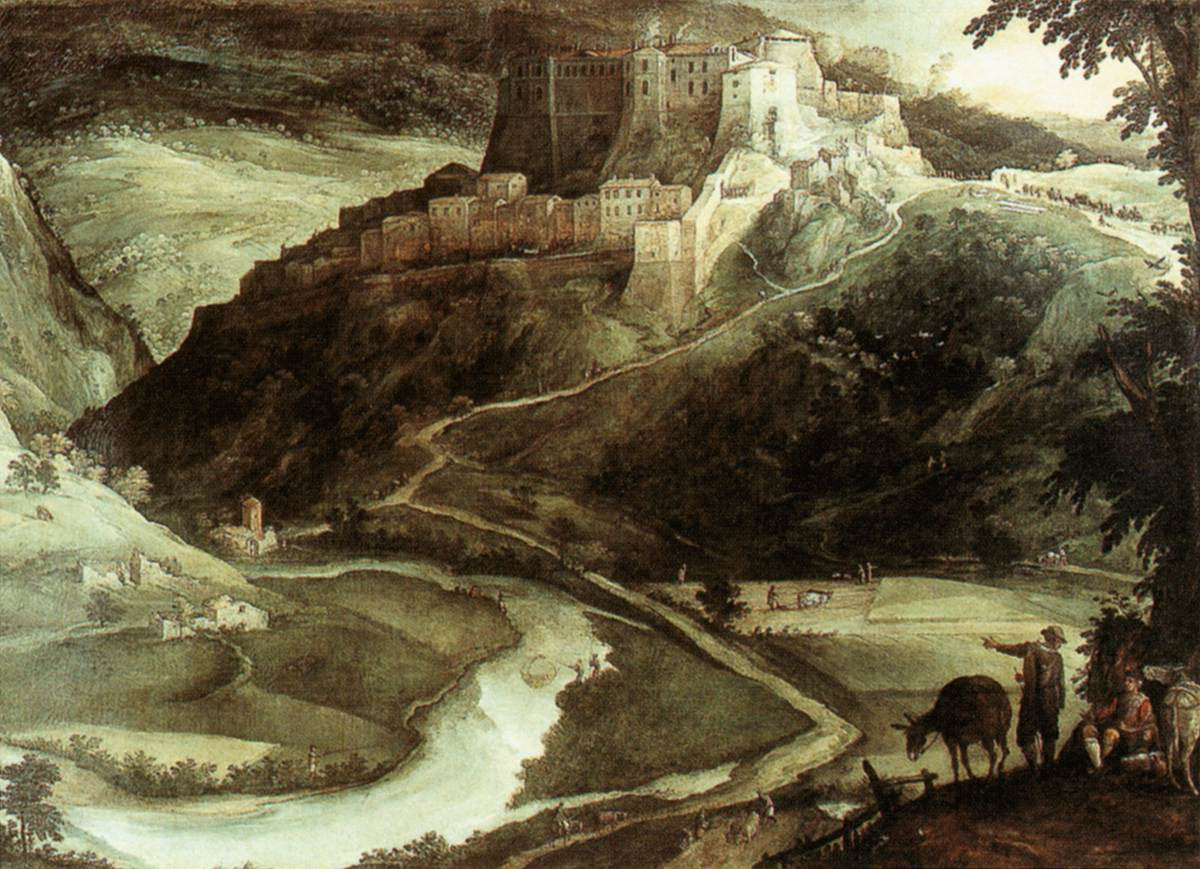
Paul Bril, Il feudo di Rocca Sinibalda, 1601

Il paese nel 1085 fu feudo di Sinibaldo Sinibaldi, figlio di Teodino Berardi, che si occupò di far edificare il castello, e dal quale trasse la denominazione. Appartenne poi ad un altro Teodino, nipote del suddetto Sinibaldo. Dopo l'unità d'Italia nel 1861 il comune faceva parte della provincia allora denominata Umbria, fino al 1882 quando la provincia venne chiamata Perugia. Nel 1923 avvenne un cambio di provincia e il comune di Rocca Sinibalda venne assegnato alla Provincia di Roma fino al 1927 quando Rocca Sinibalda venne inclusa nella neonata Provincia di Rieti.

## Monumenti e luoghi d'interesse

### Architetture militari

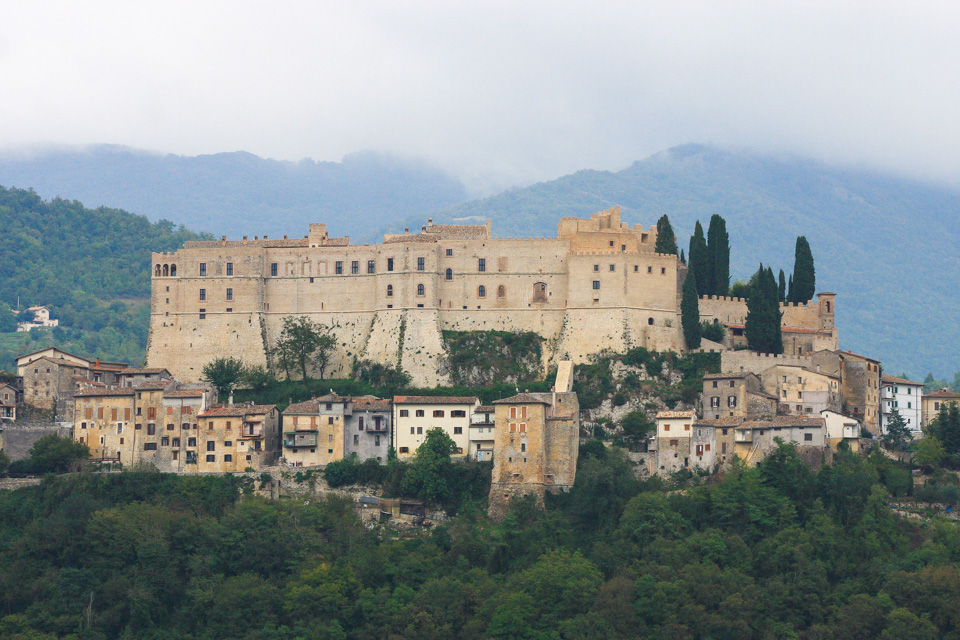
Il Castello Cesarini
Di notevole impatto visivo è il castello. Risalente nel suo nucleo originario al 1085, fu ricostruito come fortezza dall'architetto Baldassarre Peruzzi per volere del cardinale Alessandro Cesarini negli anni trenta del XVI secolo e da allora domina il paese con la sua struttura difensiva. Tra il XVII e il XVIII secolo fu feudo dei Mattei, dei Lante della Rovere, dei Muti Bussi e dei Lepri. Nel XVII e nel XVIII secolo sono stati ingentiliti gli interni con affreschi; negli anni cinquanta fu acquistato per 2 600 dollari dalla scrittrice americana Caresse Crosby, che lo utilizzò come luogo d'incontro per artisti, anche promuovendo seminari di poesia; dal 1928 è stato classificato come monumento nazionale. Nel 1980, le Poste Italiane dedicarono al castello un francobollo da 550 lire, facente parte della raccolta nota come "Castelli d’Italia". L'intero maniero è stato restaurato e riaperto nell'aprile del 2014.

### Aree naturali
- Riserva naturale Monte Navegna e Monte Cervia

## Società

### Evoluzione demografica
Abitanti censiti

## Infrastrutture e trasporti

### Strade
Rocca Sinibalda è collegata al capoluogo Rieti dalla strada provinciale n. 31 "Valle Turano", ed è collegata a Longone Sabino dalla provinciale n. 32.
Inoltre a valle del paese scorre la strada provinciale n. 34 "Turanense", che la collega da un lato alla Salaria (in località Ornaro) e dall'altro al Lago del Turano. La Strada statale 4 Via Salaria è l'arteria di collegamento di maggiore importanza, che collega il comune a Roma e alle città di L'Aquila e Ascoli Piceno.

### Mobilità urbana
Da Rieti: autobus Cotral.

## Amministrazione
Nel 1923 passa dalla provincia di Perugia in Umbria, alla provincia di Roma nel Lazio, e nel 1927, a seguito del riordino delle circoscrizioni provinciali stabilito dal regio decreto n. 1 del 2 gennaio 1927, per volontà del governo fascista, quando venne istituita la provincia di Rieti, Rocca Sinibalda passa a quella di Rieti.
| Periodo | Periodo   | Primo Cittadino   | Partito                            | Carica  | Note                          |
| ------- | --------- | ----------------- | ---------------------------------- | ------- | ----------------------------- |
| 1995    | 1999      | Pietro Picchi     | Lista civica                       | Sindaco |                               |
| 1999    | 2004      | Pietro Picchi     | Lista civica                       | Sindaco | 2º mandato                    |
| 2004    | 2009      | Giancarlo Marotti | Lista civica                       | Sindaco |                               |
| 2009    | 2014      | Giancarlo Marotti | Lista civica                       | Sindaco | 2º mandato                    |
| 2014    | 2018      | Giancarlo Marotti | Lista civica Rinnovamento Comunale | Sindaco | Dimesso durante il 3º mandato |
| 2018    | 2023      | Stefano Micheli   | Lista civica Rinnovamento Comunale | Sindaco |                               |
| 2023    | in carica | Stefano Micheli   | Lista civica Rinnovamento Comunale | Sindaco | 2º mandato                    |

### Altre informazioni amministrative
- Fa parte della Comunità Montana del "Turano" - VIII Zona